# Среднее арифметико-геометрическое
Среднее арифметико-геометрическое (арифметико-геометрическое среднее, АГС) — величина, определяющаяся для двух величин {\displaystyle a} и {\displaystyle b} как предел взаимозависимых последовательностей {\displaystyle \{a_{N}\}}, {\displaystyle \{b_{N}\}}, где:
{\displaystyle a_{0}=a\quad \quad \quad \quad \quad \quad \quad \quad b_{0}=b}
{\displaystyle a_{1}={\frac {a_{0}+b_{0}}{2}}\quad \quad \quad \quad b_{1}={\sqrt {a_{0}b_{0}}}}
{\displaystyle a_{2}={\frac {a_{1}+b_{1}}{2}}\quad \quad \quad \quad b_{2}={\sqrt {a_{1}b_{1}}}}
…
{\displaystyle a_{N}={\frac {a_{N-1}+b_{N-1}}{2}}\quad \quad b_{N}={\sqrt {a_{N-1}b_{N-1}}}}
имеют при {\displaystyle N\to \infty } один и тот же предел:
{\displaystyle \lim _{N\to \infty }a_{N}=\lim _{N\to \infty }b_{N}=M(a,b)}.
АГС может быть применено для быстрого вычисления точного периода математического маятника.
Часто используется сокращение {\displaystyle M(x)=M(x,1)}. В частности {\displaystyle M(x,y)=yM(x/y,1)=yM(x/y)}.
Модифицированное арифметико-геометрическое среднее (МАГС) двух величин {\displaystyle x} и {\displaystyle y} — (общий) предел (убывающей) последовательности {\displaystyle \{x_{n}\}_{n=1}^{\infty }} и (возрастающей) последовательности {\displaystyle \{y_{n}\}_{n=1}^{\infty }}, где {\displaystyle x_{0}=x}, {\displaystyle y_{0}=y} и {\displaystyle z_{0}=0}.
{\displaystyle x_{n+1}={\frac {x_{n}+y_{n}}{2}}}
{\displaystyle y_{n+1}=z_{n}+{\sqrt {(x_{n}-z_{n})(y_{n}-z_{n})}}}
{\displaystyle z_{n+1}=z_{n}-{\sqrt {(x_{n}-z_{n})(y_{n}-z_{n})}}}
МАГС может быть применено для быстрого вычисления длины нити в линейном параллельном поле сил отталкивания.
МАГС выразимо посредством АГС[как?], такое опосредованное вычисление МАГС предпочтительно при вычислении длины периметра эллипса {\displaystyle L} с полуосями {\displaystyle a} и {\displaystyle b}:
{\displaystyle L={\frac {2\pi N(a^{2};b^{2})}{M(a;b)}},}
где {\displaystyle M(x;y)} — АГС чисел {\displaystyle x} и {\displaystyle y}, а {\displaystyle N(x;y)} — МАГС чисел {\displaystyle x} и {\displaystyle y}. Тем самым, такая формула выражает метод Гаусса, с квадратичной сходимостью, для вычисления полного эллиптического интеграла второго рода.

## Приложения
С использованием АГС и МАГС можно вычислять значения некоторых трансцендентных функций и числа {\displaystyle \pi }.
Например, по формуле Гаусса — Саламина:
{\displaystyle \pi ={\frac {2M\left(1;{\sqrt {2}}\right)^{2}}{1-\sum _{j=1}^{\infty }2^{j}c_{j}^{2}}},}
где {\displaystyle c_{j}={\frac {1}{2}}\left(a_{j-1}-b_{j-1}\right)}, {\displaystyle a_{0}=1}, {\displaystyle b_{0}={\sqrt {2}}}.
В то же время, если взять:
{\displaystyle a_{0}=1,\quad \quad \quad b_{0}=\cos \alpha },
то
{\displaystyle \lim _{N\to \infty }a_{N}={\frac {\pi }{2K(\sin \alpha )}}},
где {\displaystyle K(\alpha )} есть полный эллиптический интеграл
{\displaystyle K(\alpha )=\int _{0}^{\frac {\pi }{2}}(1-\alpha ^{2}\sin ^{2}\theta )^{-{\frac {1}{2}}}d\theta }.
То есть {\displaystyle \pi } выражается формулой:
{\displaystyle \pi ={\frac {M({\sqrt {2}})^{2}}{N(2)-1}}},
где {\displaystyle M(x)} — АГС 1 и {\displaystyle x}, а {\displaystyle N(x)} — МАГС 1 и {\displaystyle x}.
Пользуясь этим свойством, а также преобразованиями Ландена, Брент предложил первые АГС-алгоритмы для быстрого вычисления простейших трансцендентных функций ({\displaystyle e^{x},\cos x,\sin x}). В дальнейшем исследование и использование АГС-алгоритмов было продолжено многими авторами.